# کوشچیلیسکا
کوشچیلیسکا (به لهستانی:  Kościeliska) یک روستا در لهستان است که در گمینا رادووو (استان اوپوله) واقع شده‌است.
 کوشچیلیسکا  ۷۳۷ نفر جمعیت دارد.